# 天主教姆潘達教區
天主教姆潘達教區（拉丁語：Dioecesis Mpandensis）是坦桑尼亞一個羅馬天主教教區，屬塔波拉總教區。
教區於2000年10月23日成立，位於魯區北部。2004年有266,016名教友（佔轄區總人口62.8%）、9個堂區和13名司鐸。現任教區主教為歐瑟伯·歐爾發·恩齊吉爾瓦。